# Tipuri de romane
Romanele pot fi de mai multe tipuri:

## Romanele realiste
Fac obiectul a ceea ce am putea numi un contract implicit cu cititorul: ceea ce se spune este adevărat și, totuși, este o operă ficțională și totul e inventat. Iată un aspect care poate să pară paradoxal, dar care cuprinde esența romanului realist: ceea ce citesc s-ar fi putut întâmpla. Acest lucru permite o identificare foarte puternică a lectorului cu personajul principal, pentru puținii care își regăsesc propriile emoții. din acest considerent romanul realist este foarte precis în ceea ce privește termenii, contextul istoric și social, descrierile și portretele care servesc chiar la inserția istoricului prin metaforă.

## Romanele suprarealiste
Această mișcare își propune acordarea producțiilor sale, atât lingvistice cât și plastice, la statutul de experimentare științifică: tentativă de explorare în profunzime atât a lumii (mai exact, a realității ascunse), cât și a gândirii (adică a inconștientului), oferind o cunoaștere totală. Aceste opere țin de domeniul imposibilului și impune, prin poezie, imagini și situații, detașarea de lumea noastră pentru a o înțelege mai bine și pentru a o critica mai eficient. Romanele lui Boris Vian le stau mărturie, precum L'arrache-cœur. literatura de la începutul secolului al XX-lea.

## Romanele fantastice
Abordează teme precum moartea, lumea de dincolo și angoasele. fantasticul începe printr-o alunecare de sens a realității care decalează istoria realismului la fantastic. Tzvetan Todorov plasează la baza literaturii fantastice fenomenul îndoielii. După el, fantasticul se naște în momentul în care personajul, naratorul sau cititorul pune la îndoială realitatea evenimentului povestit. Imposibilitatea de a decide dacă evenimentul narat aparține lumii cunoscute, raționale și creditabile sau mai degrabă unei lumi în care domnesc forțe necunoscute și misterioase determină, potrivit acestui teoretician, apartenența la genul fantastic. H.-P. Lovecraft consideră că spaima și groaza suscitate de narațiune sunt pilonii genului. parcurgând aceste definiții, devine evident faptul că apogeul genului se situează în secolul al XIX-lea prin autori precum Goethe, Villiers de L'Isle Adam, Maupassant, Poe sau Hoffmann. e de reținut că genul reapare la începutul  și la sfârșitul secolului al XX-lea prin H.-P. Lovecraft și Stephen King.

## Romanele științifico-fantastice
Utilizează tehnologia științifică drept context primordial pentru desfășurarea unei întâmplări care deseori anticipă timpul scrierii.

## Romanele de anticipație
Relatarea anticipează timpul scrierii fără să facă din tehnologie un subiect primordial ("1984" de George Orwell). 

## Noul roman
Acest termen regrupează opere publicate începând din anii 1950, care au în comun refuzul genului romanesc clasic: intriga și psihologiile personajelor trec în plan secund. Fostul contract cu cititorul devine mai degraba: romanul este scriere, întâmplarea nu are atâta importanță pe câtă o are forma. este aventura scrierii așternute pe hârtie.

## Tipuri de romane după conținut
O extraordinară diversificare a suferit romanul, câteva specii ale acestuia putând fi, după conținut:
- Roman biografic
- Roman autobiografic
- Roman istoric
- Roman social
- Roman de moravuri
- Bildungsroman
- Roman fantastic
- Roman science-fiction
- Romanul psihologic
- Roman de aventuri
- Roman polițist
- Roman de groază
- Roman foileton
- Roman grafic
- Roman fluviu
- Roman cu cheie (a clef]
- Roman de consum

## Tipuri de romane după curentul literar
După curentul literar din care face parte autorul sau, s-au succedat următoarele specii: 
- Roman realist
- Roman naturalist
- Roman suprarealist
- Roman avangardist
- Roman realist-socialist
- Roman existențialist
- Roman structuralist
- Noul roman francez
- Roman postmodern
- Roman interactiv, pe suport electronic.

O dată cu dispariția eroilor cu credință tare și demni de a figura într-o epopee sau într-o tragedie, romanul s-a dovedit cea mai potrivită formulă pentru a exprima deplin actuala condiție umană în toată complexitatea sa.